# Lijst van burgemeesters van Stedum
Dit is een lijst van burgemeesters van de voormalige Nederlandse gemeente Stedum in de provincie Groningen tot de samenvoeging in 1990 met de gemeente Loppersum
| Ambtsperiode | Naam burgemeester             | Partij of stroming | Bijzonderheden |
| ------------ | ----------------------------- | ------------------ | --- |
| 1808 - 1827  | Johannes Bebingh              |                    | eigenaar van de Onstaborg, ovl. 5 september 1827 |
| 1828 - 1831  | mr. Jan Brugma                |                    | tevens notaris, afgezet omdat hij de inwoners had aangeraden niet in te tekenen op de rijksgeldlening ten bate van onder andere de strijd tegen de Belgische Revolutie                                                                                 |
| 1832 - 1852  | Siert Jans Doornbos           |                    | tevens landbouwer op 't Grote Woel |
| 1852 - 1872  | Siemen Derks Jensema          |                    | |
| 1872 - 1877  | jhr. Cornelius van Beresteijn |                    | werd burgemeester van Zuidbroek |
| 1877 - 1911  | Meint Tjaarts Marringa        |                    | tevens landbouwer |
| 1911 - 1914  | Klaas van Sevenhoven          | ARP                | opgestapt na een conflict over het ontslag van meester Beishuizen van Garsthuizen, werd burgemeester van Bedum. |
| 1914 - 1932  | mr. Jan Dirk Jensema          | ARP(?)             | |
| 1932 - 1941  | Guillaume Kuyper              | ARP                | oud-majoor, zoon van Abraham Kuyper, zijn aanstelling werd door andere partijen in de Tweede Kamer bekritiseerd bij premier Ruijs de Beerenbrouck omdat de regering naar hun idee te veel oud-Indiëgangers als burgemeester aanstelde; ovl. 5 mei 1941 |
| 1942 - 1943  | Arnold Hommo Jensema          | NSB                | tevens landbouwer, trad na een half jaar af, waarschijnlijk omdat hij zich niet kon verenigen met de maatregelen tegen de bevolking waaraan hij moest meewerken; zoon van eerdere burgemeester van Stedum, Jan Dirk Jensema                            |
| 1943 - 1943  | Henderikus Sieling            | NSB                | tevens burgemeester van Usquert, vervanging per 30 augustus 1943 "bij ontstentenis van de vorige burgemeester" |
| 1943 - 1945  | Klaas Hendrik Brontsema       | NSB                | tevens burgemeester van Bierum, vluchtte na de oorlog en werd nooit gevonden |
| 1945         | D. Triezenberg                |                    | waarnemend burgemeester, aangesteld door het Militair Gezag |
| 1946 - 1955  | Fokko Omta                    |                    | was commandant BS en inspecteur over de interneringskampen in het noorden, werd burgemeester van Wieringermeer. |
| 1955 - 1967  | Meindert Klaas Pool           | ARP                | werd burgemeester van Westdongeradeel. |
| 1968 - 1990  | Sieto Robert Mellema          | CDA                | tevens organisator van paardenconcoursen; vanwege de tijd die hij hierin stak werd van hem ook wel gezegd dat hij 'in zijn vrije tijd burgemeester van Stedum' was                                                                                     |